# Wacław Konderski
Wacław Wojciech Konderski, ps. „Zbigniew” (ur. 28 września 1886 w Warszawie, zm. 30 grudnia 1974 tamże) – polski działacz lewicowy i ekonomista, prezes BGK i PKO.

## Życiorys

### Młodość i okres działalności rewolucyjnej
Wacław Konderski urodził się 28 września 1886 roku w Warszawie, w rodzinie robotniczej o szlacheckim pochodzeniu – rodzinny majątek ziemski został skonfiskowany po powstaniu styczniowym. Był synem Stanisława (kolejarza) i Marii z Oleksińskich (1859–1942). Miał dwóch braci i siostrę. Jego siostrzeńcem był znany poeta, ksiądz Jan Twardowski.
Konderski ukończył 2. Państwowe Gimnazjum w Warszawie, a w latach 1910–1914 studiował ekonomię w berlińskiej Wyższej Szkole Handlowej. Zaangażował się także w działalność rewolucyjną, wstępując na przełomie 1903 i 1904 roku pod pseudonimem „Zbigniew”, do Socjaldemokracji Królestwa Polskiego i Litwy, gdzie jego pierwszym opiekunem był Feliks Dzierżyński. Początkowo Konderski prowadził socjalistyczne uświadamianie warszawskiego proletariatu, za co został jesienią 1905 roku aresztowany i osadzony w więzieniu w Mińsku Mazowieckim, a potem w Warszawie. Został zwolniony po kilku miesiącach i powrócił do pracy partyjnej jako sekretarz na Powiślu w Warszawie i za namową Dzierżyńskiego planował tworzenie organizacji związkowych wśród tamtejszych robotników. Wkrótce jednak musiał z powodu choroby wyjechać na leczenie do Krakowa, a później w Tatry. Po kilkumiesięcznej rehabilitacji wrócił do Warszawy i działalności partyjnej, ale wiosną 1907 roku został ponownie aresztowany i osadzony warszawskich więzieniach. Uzyskał zwolnienie za kaucją, ale był obserwowany przez policję – by kontynuować działalność polityczną musiał się ukrywać.
Z powodu nadzoru policyjnego przeniósł się do Krakowa. Został tam sekretarzem Biura Sekcji Zagranicznych SDKPiL, redaktorem partyjnych gazet „Hutnik” i „Przegląd Socjaldemokratyczny”, a także tłumaczem. Pod koniec 1909 roku zakończył aktywną działalność polityczną i ożenił się z Janiną Kilańską. Z tego związku miał dwoje dzieci, syna Zygmunta (ur. 1910) i córkę Zofię (ur. 1918).

### Okres pracy bankowej i naukowej
W Krakowie pracował w kilku kolejnych prywatnych firmach jako buchalter. Po wybuchu wojny wyjechał do Wiednia, gdzie – jako były działacz rewolucyjny – był obserwowany przez tajną policję. W 1917 roku przeniósł się do Lwowa i podjął pracę jako dyrektor Związku Rewizyjnego Spółdzielni Rolniczo-Handlowych, a po dwóch latach – jako dyrektor Banku Rolniczego S.A.
W 1923 roku powrócił do Krakowa, na stanowisko dyrektora oddziału Banku Hipotecznego. Równocześnie wykładał w działającej przy Wydziale Prawa Uniwersytetu Jagiellońskiego Szkole Nauk Politycznych i pracował w krakowskim oddziale Polskiego Towarzystwa Ekonomicznego. Według Bolesława Drobnera należał wówczas do Stronnictwa Konserwatywnego, co inni autorzy uważają za wątpliwe w świetle kariery politycznej Konderskiego po II wojnie światowej. W 1925 roku był członkiem zarządu klubu sportowego Cracovia. Od 1928 roku był zastępcą naczelnego dyrektora Banku Gospodarstwa Krajowego i miał duży wpływ na działalność instytucji, której dyrektorem był wówczas niemający wystarczających kompetencji politycznych nominat piłsudczyków, Roman Górecki. W 1933 roku „przestał być potrzebny przełożonemu”, zesłano go wówczas do Wolnego Miasta Gdańska na stanowisko naczelnego dyrektora The British and Polish Trade Bank, zależnego od BGK. Dodatkowo był, z nominacji rządowej, wiceprezesem rady nadzorczej Bank von Danzig. Przebywając w Gdańsku zaangażował się w działalność części polskich organizacji kulturalnych.
W 1935 roku odszedł z pracy w gdańskich bankach z powodu sporów z proniemieckimi urzędnikami gdańskiej administracji oraz z powodu braku poparcia polskich władz. Jednocześnie sprzedał nabyty kilka lat wcześniej majątek w Druchowie pod Płockiem i zakupił inny, w okolicach Wielgiego. Ten utracił następnie w okresie okupacji niemieckiej, powrócił więc do Warszawy, gdzie pracował jako buchalter. Po wybuchu powstania warszawskiego trafił prawdopodobnie do Pruszkowa i tam żył do czasu wyzwolenia stolicy.

### Okres pracy w administracji państwowej i instytucjach międzynarodowych
Od stycznia 1945 roku Konderski pracował w warszawskim urzędzie wojewódzkim; odpowiadał w nim za spółdzielczość. Po przeniesieniu urzędów centralnych do stolicy przeniesiono go do ministerstwa skarbu jako zastępcę dyrektora Departamentu Obrotu Pieniężnego. Nowa praca wymagała od niego reprezentowania władz Polski w różnych instytucjach międzynarodowych. Jako delegat Polski uczestniczył w pracach pierwszej sesji ONZ jako przewodniczący Komisji Ekonomiczno-Finansowej. Uczestniczył także w zebraniu organizacyjnym Międzynarodowego Banku Odbudowy i Rozwoju oraz Międzynarodowego Funduszu Walutowego, należał także do Rady Gubernatorów tej pierwszej instytucji. Uczestniczył również w konferencji pokojowej w Paryżu i w rozmowach nt. odszkodowań za majątki utracone w wyniku wojny i nacjonalizacji.
W tym samym czasie został mianowany na stanowisko komisarza rządowego w BGK. Pracował na tym stanowisku od grudnia 1945 do 1948 roku. 
W listopadzie 1947 roku zapisał się do Polskiej Partii Robotniczej.

### Okres pracy w PKO
18 listopada 1947 roku został mianowany na prezesa Pocztowej Kasy Oszczędności i rozpoczął jej reformowanie, by dostosować ją do nowych warunków polityczno-gospodarczych. Jego działania natrafiły na opór, ponieważ kierunek reform nie był zgodny z założeniami władz centralnych. W październiku 1948 roku wydano dekret o reformie bankowej; zlikwidowano wtedy Pocztową Kasę Oszczędności i utworzono Powszechną Kasę Oszczędności. Jednocześnie rozpoczęły się naciski na zwalnianie kompetentnych pracowników o „niewłaściwym” pochodzeniu lub poglądach politycznych i zatrudnianie na ich miejsce zaufanych działaczy partyjnych. Konderski opierał się tej polityce, nominując na stanowiska decyzyjne osoby kompetentne, niezależnie od ich poglądów politycznych.
31 stycznia 1949 roku Konderski przestał być prezesem PKO, a od następnego dnia został dyrektorem naczelnym tej instytucji, co obniżało jego rangę i bardziej uzależniało od Wydziału Ekonomicznego KC PZPR i ministerstwa skarbu. Ostatecznie został zwolniony w 1951 roku.

### Ostatnie lata
Po zwolnieniu z PKO pracował prawdopodobnie w Warszawskim Przedsiębiorstwie Eksploatacji Kruszywa i Kamieniołomów. Przeszedł na emeryturę w 1958 roku, po czym kontynuował pracę naukową oraz pisał wspomnienia z okresu pracy w BGK i działalności w ruchu socjalistycznym.
Zmarł 30 grudnia 1974 roku i został pochowany na cmentarzu Powązkowskim (kwatera 221-5-12,13).

## Publikacje
- Ekspanzja zagraniczna kapitału pieniężnego Stanów Zjednoczonych Ameryki Północnej (Towarzystwo Ekonomiczne, Kraków)
- Rynek pieniężny Anglji po strajku, a nasze potrzeby (Towarzystwo Ekonomiczne, Kraków)
- Konjunktury światowe a nasza polityka gospodarcza (Towarzystwo Ekonomiczne, Kraków)
- Istota i granice gospodarcze ubezpieczeń społecznych (Towarzystwo Ekonomiczne, Kraków 1928)
- Problem sfinansowania reformy rolnej (Towarzystwo Ekonomiczne, Kraków)
- Zagadnienia polityki kredytowej ze stanowiska meljoracji bilansu handlowego (Towarzystwo Ekonomiczne, Kraków)
- Zmiany strukturalne w bankowości w Polsce (Skład Główny w „Domu Książki Polskiej”, Warszawa 1934)
- Banki w systemie gospodarstwa planowego (Spółdzielczy Przegląd Bankowy nr 4, 1947)
- Zagadnienie banków w realizacji planu gospodarczego (Gospodarka Planowa nr 5 (7), 1947)
- Z działalności banków polskich w latach 1928–1935 („Książka i Wiedza”, Warszawa 1962)

## Ordery i odznaczenia
- Krzyż Kawalerski Orderu Odrodzenia Polski (22 lipca 1947)[4]
- Złoty Krzyż Zasługi (dwukrotnie: 11 listopada 1934[5], 18 stycznia 1946[6])